# بوسعدية

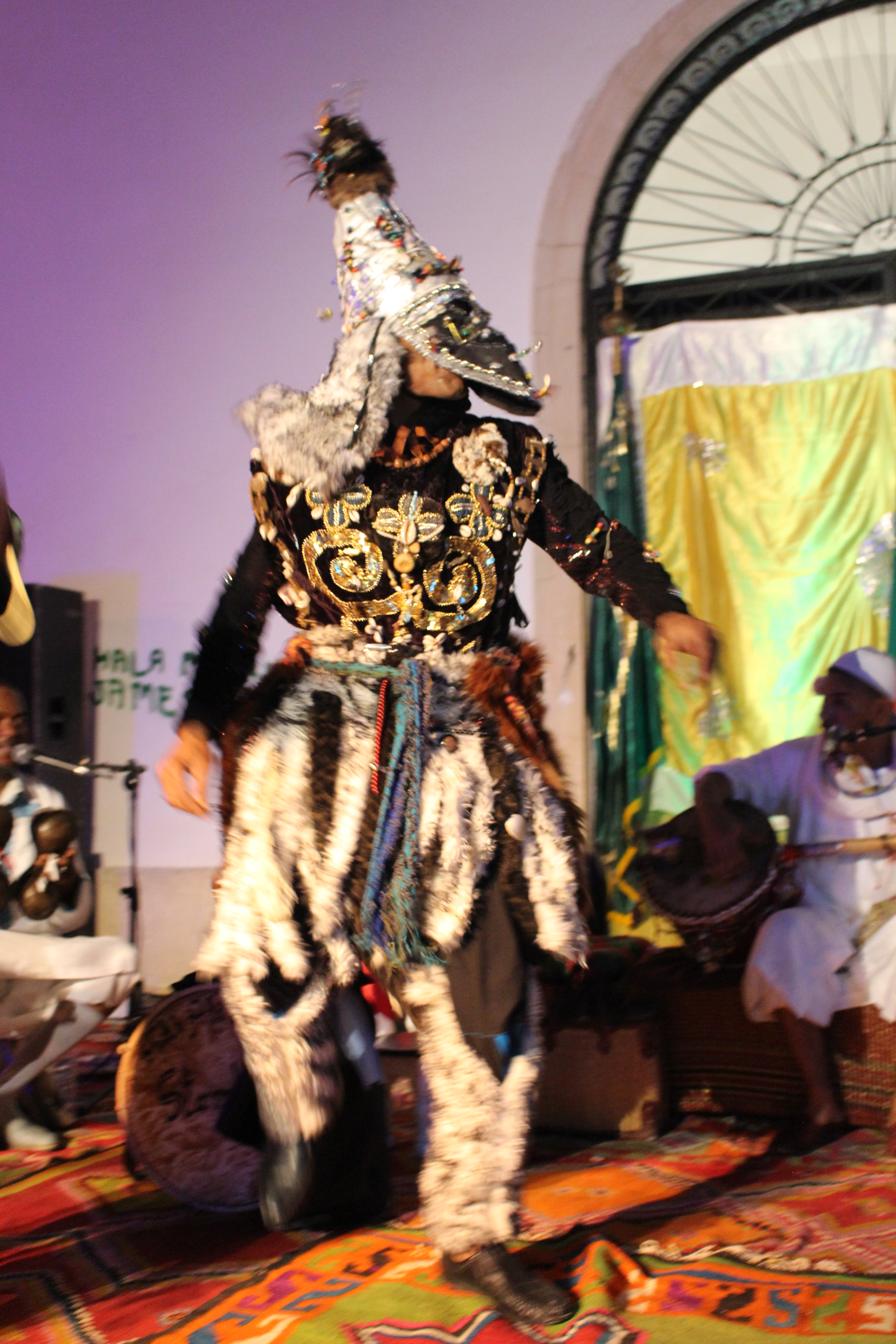
رقصة بوسعدية

بوسعدية وهي رقصة مرتبطة بالفلكلور الجزائري والتونسي. اليوم اختفى تقريبا، حتى لو كنا نادرا ما نراه في قسنطينة، القبايل وجربة، فهو ينتمي إلى التراث الشفوي من خلال قصص رواة القصص. يستحضر ظهوره وإيماءاته الساحر الأفريقي. والواقع أن الرجال الذين فسروا هذا الدور كانوا بشكل عام من السود لأنهم نشأوا من السودان أو حتى أنهم صنعوا باللون الأسود. أسلم هاجر إلى المغرب العربي، اختار بعض المعالجات طواعية أن يحولوا أنفسهم إلى شخصيات سخيفة للتعبير عن فزعهم وإدامة تقاليدهم التي تم قمعها بواسطة الإسلام الفتح. بشكل عام، مشردين ويعيشون بنوع من التسول المقنع، كان يتجول في طرق البلاد، ويمر من بلدة إلى أخرى. المرح من خلال السخرية والانتقال من مكان إلى آخر هو جانب أساسي من شخصيته. يسلي الكبار ويروع الأطفال، شارك في الرسوم المتحركة للشوارع والأسواق من خلال أداء أدائه وحده وسط الحشد المجتمع في ساحة عامة أو في وسط سوق. يرتدي البوسعدية قناعًا جلديًا وغطاءًا مخروطيًا عاليًا وزيًا في الخرق، وهو نوع من الثوب الملون المتقطع في ثونغ من المفترض أن يمثل جلد الحيوان، تحت سروال قماش خفيف للغاية. تسمح له هذه الملابس الفضفاضة بممارسة رقصة تتميز بمواقف هزلية، وقد عبرت قدميه واحدة أمام الأخرى، وزوبعة على نفسه في غياب الموسيقى ولكن مصحوبة بصنوبره من الحديد أو النحاس و الطبال في بعض الأحيان.